# Charles de Visch
 (décembre 2020).
Si vous disposez d'ouvrages ou d'articles de référence ou si vous connaissez des sites web de qualité traitant du thème abordé ici, merci de compléter l'article en donnant les références utiles à sa vérifiabilité et en les liant à la section « Notes et références ».
Charles de Visch, né le 15 août 1596 à Furnes (Belgique) et mort le 11 avril 1666 à Bruges, est un moine cistercien et prieur de l’abbaye des Dunes, bibliographe et historien.

## Biographie
Sans doute déjà moine de l’abbaye des Dunes, Charles de Visch étudie de 1621 à 1625 à l’université de Douai et enseigne ensuite durant deux ans dans l’abbaye cistercienne d’Eberbach. 
En 1649 il publie son œuvre majeure, la Bibliotheca scriptorum sacri ordinis Cisterciensis, un recueil bibliographie des écrits de moines cisterciens depuis la fondation de l’Ordre. La même année il est élu prieur de son abbaye ; il le restera jusqu’en 1661. 
Une seconde édition de sa Bibliotheca... parait déjà en 1656. Les erreurs y sont encore nombreuses car Charles de Visch n’a pas eu accès direct aux livres qu’il mentionne. Cependant son travail bibliographique reste fondamental et unique pour les recherches sur l’ordre cistercien. Rien de semblable n’exista jusqu’au XXe siècle. Un autre répertoire d’écrivains religieux, datant de 1665 mais resté à l’état de manuscrit, ne fut publié qu’en 1926, par Joseph-Marie Canivez. 
Charles de Visch meurt à Bruges le 11 avril 1666, alors que la communauté de son abbaye s'y est réfugiée, le monastère ayant été détruit.